# 東秩父村

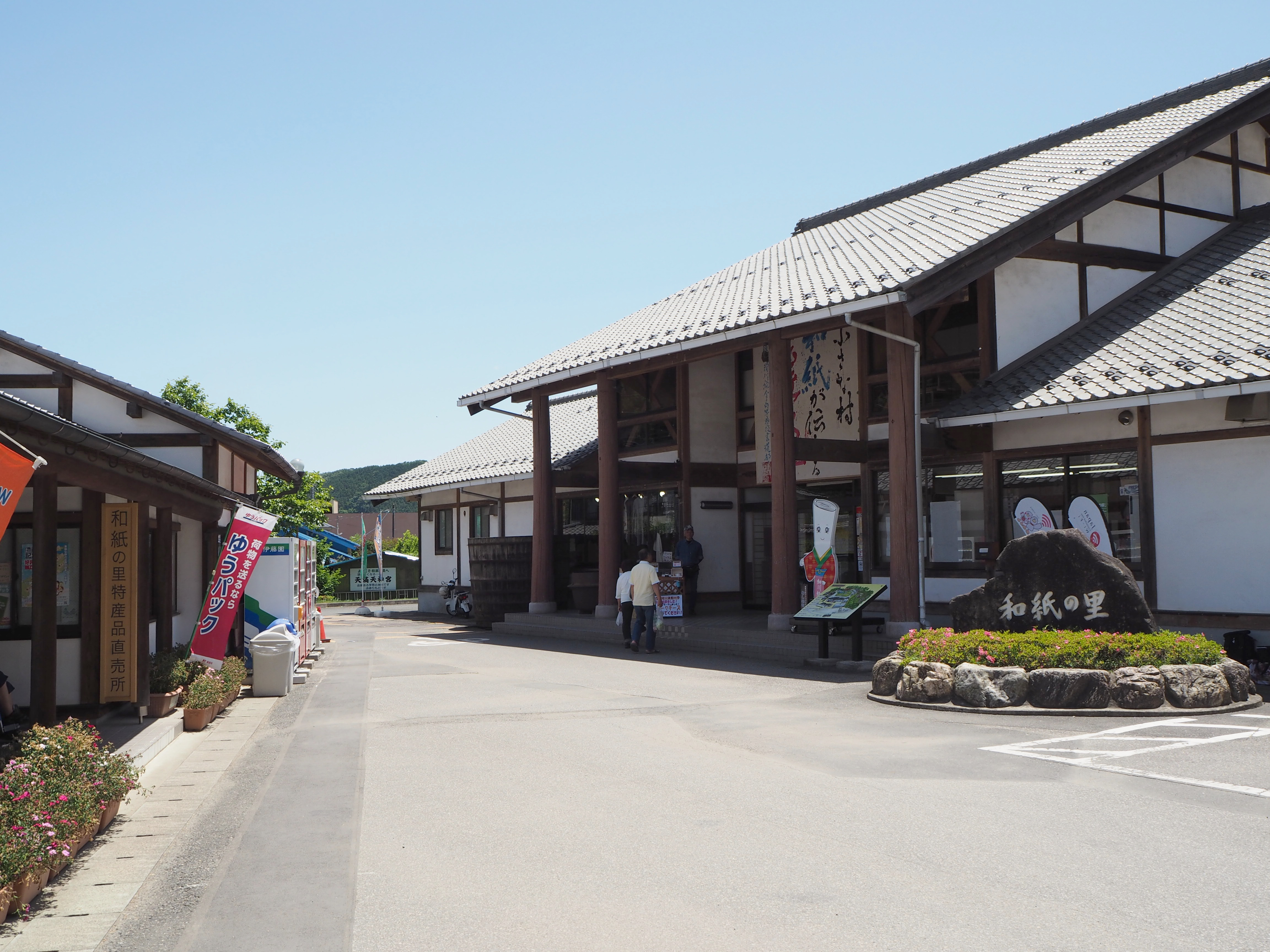
和紙の里製造所（道の駅和紙の里ひがしちちぶ）

東秩父村（ひがしちちぶむら）は、埼玉県の中央部に位置し、秩父郡に属する村。埼玉県唯一の村であり、和紙の製造が盛ん。

## 概要
秩父郡に属しているものの秩父盆地から山を隔てた東側にあることから、広域行政においては秩父地方ではなく隣接する比企郡の自治体とともに比企広域市町村圏組合を構成し、比企圏域に属する。警察署は小川警察署（小川町）、保健所は東松山保健所（東松山市）の管轄である。2006年（平成18年）2月1日に、都幾川村と玉川村が合併しときがわ町となって以降、埼玉県内で唯一の村である。
古くから「和紙の里」として知られ、隣接する小川町と共に「細川紙」の産地である。紙すきは1300年前より開始されたと伝えられている。

## 地理

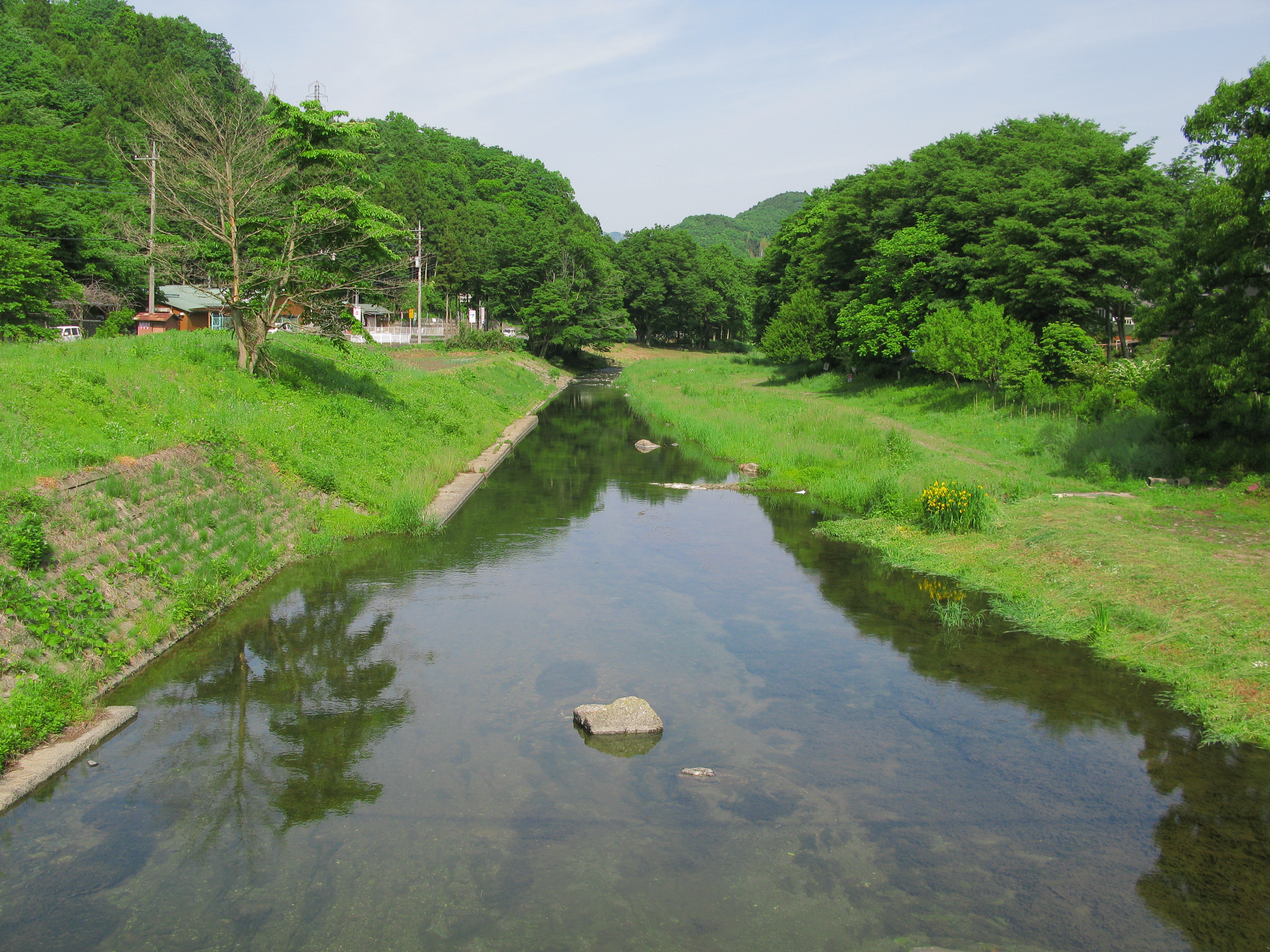
槻川

槻川の最上流域で、外秩父山地などの山々に囲まれている。

### 地名
槻川地区
- 大内沢（おおうちざわ）
- 坂本（さかもと）
- 皆谷（かいや）
- 白石（しろいし）

大河原地区
- 奥沢（おくさわ）
- 御堂（みどう）
- 安戸（やすど）

注：住所としては各地名の前に「大字」を付す。（例：大字御堂）

### 河川
- 槻川
- 白石沢
- 大内沢川
- 不動沢川
- 草和地沢川
- 鍛冶屋沢川
- 萩平川
- 御堂川
- 帯沢川
- 入山沢
- 宮堰用水
- 渕山堰用水
- 御堂中堰用水
- 深沢堀堰用水
- 関場堰用水
- 青木下堰用水
- 田中堰用水
- 岩下堰用水
- 烏帽子堰用水

## 歴史
- 1871年（明治4年） - 埼玉県が設置される。
- 1873年（明治6年） - 皆谷学校（現：東秩父村立西小学校）が開校する。
- 1874年（明治7年） - 槻川小学校（現：東秩父村立槻川小学校）が開校する。
- 1878年（明治11年） - 大内沢および白石に分教場が開設される。
- 1882年（明治15年） - 皆谷学校を三益小学校へと改称する。
- 1887年（明治20年） - 紙幣に用いる紙をすき始める。
- 1889年（明治22年）
  - 安戸村・御堂村・奥沢村が合併し大河原村に、大内沢村・坂本村・皆谷村・白石村が合併し槻川（つきかわ）村となる。
  - 槻川小学校を大河原小学校へと改称する。
- 1892年（明治25年） - 三益小学校を槻川小学校へと改称する。
- 1897年（明治30年） - 全村に大粒の雹が降り、麦が凶作となる。
- 1899年（明治32年） - 大河原郵便局が開局する。
- 1910年（明治43年） - 関東大水害により家8軒が流出する。
- 1919年（大正8年） - 大河原村のうち、紙すきの家が180軒を数える。
- 1923年（大正12年） - 関東大震災が発生する。
- 1927年（昭和2年） - 大河原小学校の校舎が新築される。
- 1931年（昭和6年）
  - 槻川村に防火線が整備される。
  - 二本木峠に遊園地が建設される。
  - 比企郡小川町を中心に西埼玉地震が発生する。
- 1932年（昭和7年） - 高田群次郎が槻川塾を開塾する。
- 1937年（昭和12年） - 槻川診療所が開所される。
- 1939年（昭和14年） - 槻川郵便局が開局する。
- 1941年（昭和16年） - 大河原小学校および槻川小学校が国民学校と改称される。
- 1942年（昭和17年） - 風船爆弾用の気球紙を生産する。
- 1947年（昭和22年） - 槻川村立槻川中学校および大河原村立大河原中学校が開校する。
- 1948年（昭和23年） - 各学校にPTAが置かれる。
- 1949年（昭和24年） - 槻川小学校の校舎が新築される。
- 1951年（昭和26年） - 小川高等学校の東秩父分校が開校する。
- 1952年（昭和27年）
  - 大河原中学校および槻川中学校の校舎が新築される。
  - テレビ放送が開始される。
- 1956年（昭和31年）8月1日 - 秩父郡大河原村・槻川村が合併し、東秩父村となる。
- 1958年（昭和33年）
  - 槻川地区の有線放送が開始される。
  - 定峰駅伝が開始される。
- 1959年（昭和34年） - 大河原地区の有線放送が開始される。
- 1961年（昭和36年）
  - 城山保育所が開設される。
  - 比企郡小川町との町村界より県道の舗装工事が開始され、1970年（昭和45年）に白石まで完了する。
- 1962年（昭和37年） - 安戸簡易水道が整備される。
- 1963年（昭和38年） - 大内沢・白石保育所が開所される。
- 1964年（昭和39年） - 比企郡小川町外5ヶ町村にて屎尿処理組合を開設する。
- 1966年（昭和41年） - 花卉栽培が開始される。
- 1967年（昭和42年） - 小学校名が東小学校および西小学校へと改称される。
- 1968年（昭和43年） - 安戸農民センターが開設される。
- 1969年（昭和44年）
  - 大内沢農民センターおよび坂本農民センターが開設される。
  - 4月17日 - 大雪のため杉の立木にひびが発生する。
- 1971年（昭和46年）
  - 果樹栽培農家が増加してくる。
  - 小川地区消防組合が開設される。
- 1973年（昭和48年）
  - 安戸保育所が開設される。
  - 東秩父村役場 ~ 大内沢間の村営バスの無料運行が開始される。
  - 皆谷児童館が開館する。
- 1974年（昭和49年） - 西地区に消防分署が設置される。
- 1975年（昭和50年）
  - 耕地整理が完了する。
  - 東秩父中学校が開校する。
  - 村営バスの萩平線が開通する。
  - 村内の電話が全村ダイヤル式となる。
- 1976年（昭和51年） - 比企郡小川町外五ヶ町村ごみ処理組合が開設される。
- 1977年（昭和52年） - 村営バスの寄居駅乗り入れが開始される。
- 1978年（昭和53年）
  - 奥沢農村センター・皆谷農村センター・白石農村センターが開設される。
  - 文化財収蔵庫が竣工する。
  - 西地区に水道が整備される。
- 1979年（昭和54年） - 東秩父村立西小学校の校舎が竣工する。
- 1981年（昭和56年） - コミュニティーセンター「やまなみ」が竣工する。
- 1982年（昭和57年） - 東秩父村立東小学校の校舎が竣工する。
- 1984年（昭和59年）
  - 大内沢分校の校舎が竣工する。
  - 落合保育園が開園する。
- 1985年（昭和60年） - 白石分校の校舎が竣工する。
- 1987年（昭和62年）
  - 二本木峠・白石キャンプ村が開設される。
  - 細川紙紙すき家屋が復元される。
- 1988年（昭和63年）
  - 保健センターが竣工する。
  - 二本木峠天文台が開設される。
- 1991年（平成3年） - 「和紙の里」および関連施設が竣工する。
- 1992年（平成4年） - 小川地区消防組合が解散、消防事務は比企広域市町村圏組合が承継する。
- 1994年（平成6年）
  - 城山保育園の改築が竣工する。
  - 丹党大河原氏奉納の刀剣を購入する。
- 1998年（平成10年） - 高齢者生きがいセンターが竣工する。
- 2000年（平成12年） - 緊急防災施設が竣工する。
- 比企地区8市町村合併
  - 2003年（平成15年）
    - 3月3日 - 比企地区任意合併協議会設置（東松山市・比企郡滑川町・嵐山町・小川町・都幾川村・玉川村・吉見町・秩父郡東秩父村）
    - 4月1日 - 協議会事務局設置（東松山市役所内）
    - 5月21日 - 第4回協議会において比企地区任意合併協議会解散を決定
- 比企地区6町村合併
  - 2003年（平成15年）
    - 7月 - 滑川町・嵐山町・小川町・都幾川村・玉川村・東秩父村の6町村は合併研究会を設置。
    - 12月 - 滑川町・嵐山町・小川町・都幾川村・玉川村・東秩父村の6町村は比企地域3町3村合併協議会を設置

  - 2004年（平成16年）
    - 7月 - 滑川町で合併の枠組みを問う住民投票を行った結果、東松山市・吉見町を含む8市町村で合併が過半数を占めたために滑川町は比企地域3町3村合併協議会から離脱
    - 8月 - 比企地域3町3村合併協議会が解散
- 東松山市との飛び地合併
  - 2006年（平成18年） - 東秩父村が東松山市との飛び地合併を考えていると報道される。
  - 2008年（平成20年）4月23日 - 東秩父村議会が東松山市との飛び地合併の考えをまとめ東松山市への編入合併推進特別委員会を発足
- 3市町村合併
  - 2008年（平成20年）7月7日 - 東松山、滑川、東秩父の3市町村議で比企地域合併推進議員連絡協議会を8月22日に設置する方針を決定。
  - 2009年（平成21年）9月17日 - 東松山、滑川、東秩父の比企地域合併推進議員連絡協議会を解散決定。
- 2016年（平成28年）9月30日 - この日をもって、東秩父村営バス寄居線の運行を終了。翌10月1日より、イーグルバスによって代替し、村内の路線バスが一本化される。

## 人口
| |                                          |  |
| 東秩父村と全国の年齢別人口分布（2005年） | 東秩父村の年齢・男女別人口分布（2005年） |  |
| ■紫色 ― 東秩父村 ■緑色 ― 日本全国 | ■青色 ― 男性 ■赤色 ― 女性                |  |
| 東秩父村（に相当する地域）の人口の推移 \| 1970年（昭和45年） \| 5,067人 \| \| \| 1975年（昭和50年） \| 4,931人 \| \| \| 1980年（昭和55年） \| 4,704人 \| \| \| 1985年（昭和60年） \| 4,593人 \| \| \| 1990年（平成2年） \| 4,490人 \| \| \| 1995年（平成7年） \| 4,323人 \| \| \| 2000年（平成12年） \| 4,119人 \| \| \| 2005年（平成17年） \| 3,795人 \| \| \| 2010年（平成22年） \| 3,346人 \| \| \| 2015年（平成27年） \| 2,915人 \| \| \| 2020年（令和2年） \| 2,709人 \| \| |                                          |  |
| 総務省統計局 国勢調査より |                                          |  |
| 1970年（昭和45年） | 5,067人                                  |  |
| 1975年（昭和50年） | 4,931人                                  |  |
| 1980年（昭和55年） | 4,704人                                  |  |
| 1985年（昭和60年） | 4,593人                                  |  |
| 1990年（平成2年） | 4,490人                                  |  |
| 1995年（平成7年） | 4,323人                                  |  |
| 2000年（平成12年） | 4,119人                                  |  |
| 2005年（平成17年） | 3,795人                                  |  |
| 2010年（平成22年） | 3,346人                                  |  |
| 2015年（平成27年） | 2,915人                                  |  |
| 2020年（令和2年） | 2,709人                                  |  |

## 行政

### 村政
- 村長　高野貞宜（こうの さだのり、無所属、2024年9月就任、1期目）

### 広域行政
一部事務組合
- 比企広域市町村圏組合：東松山市、滑川町、嵐山町、小川町、川島町、吉見町、ときがわ町とともに、障害程度区分審査会、介護認定審査会、斎場（東松山斎場）・霊柩車（鳩山町を除く）、比企広域消防本部の運営（川島町を除く）を行っている。
- 小川地区衛生組合：小川町、嵐山町、滑川町、ときがわ町とともに、ごみ処理（収集運搬を除く）及びし尿処理を行っている。

過去に設置されていた一部事務組合
- 埼玉中部資源循環組合：東松山市、桶川市、比企郡の6町（滑川町、嵐山町、小川町、ときがわ町、鳩山町、吉見町、川島町（川島町は平成27年12月1日に加入））及び当村により平成27年4月1日に設立。可燃ごみ及び粗大ごみの新施設を建設する計画を立てていた。しかし、処理施設の付帯設備（温浴施設等）の建設及び建設後の管理費用負担について協議が纏まらなかったことなどもあり、計画が頓挫し、令和2年3月31日をもって組合は解散した。[3]

## 立法

### 村政
- 村議会　定数8

### 県政
- 埼玉県議会選挙区　北第1区（定数2）

### 国政
- 衆議院選挙区　埼玉県第11区

## 姉妹都市

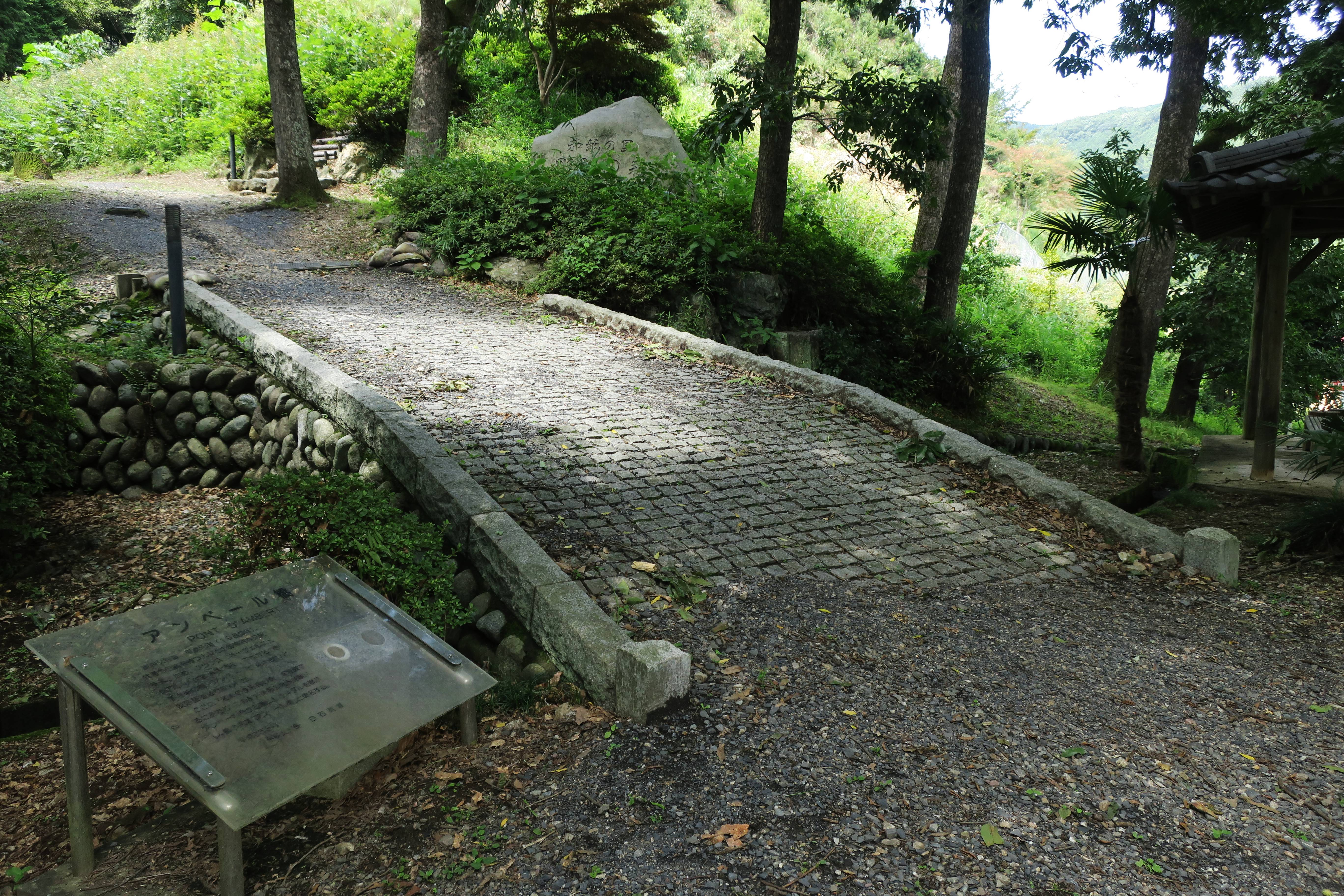
アンベール橋と友好のメダル（道の駅和紙の里ひがしちちぶ）

- アンベール市（フランス共和国　オーベルニュ地方　ピュイ・ド・ドーム県）
  - 1989年（平成元年）10月23日提携
- スターリング市（アメリカ合衆国　コロラド州）
  - 1993年（平成5年）3月17日提携

## 地域

### 教育
- 東秩父村立東秩父中学校
- 東秩父村立槻川小学校
  - 大内沢分校（2011.4.1休校）
  - 白石分校（1999.4.1休校）

※東小と西小は統合され、東小跡地に槻川小学校として開校。(2013.4.1)

### 公共施設
県の施設
- 埼玉県秩父高原牧場
  - 彩の国ふれあい牧場

村の施設
- 東秩父村立図書館
- 保健センター
- コミュニティセンターやまなみ
- 高齢者生きがいセンター
- ふれあいセンター槻川
- 東秩父村ふるさと館

### 消防

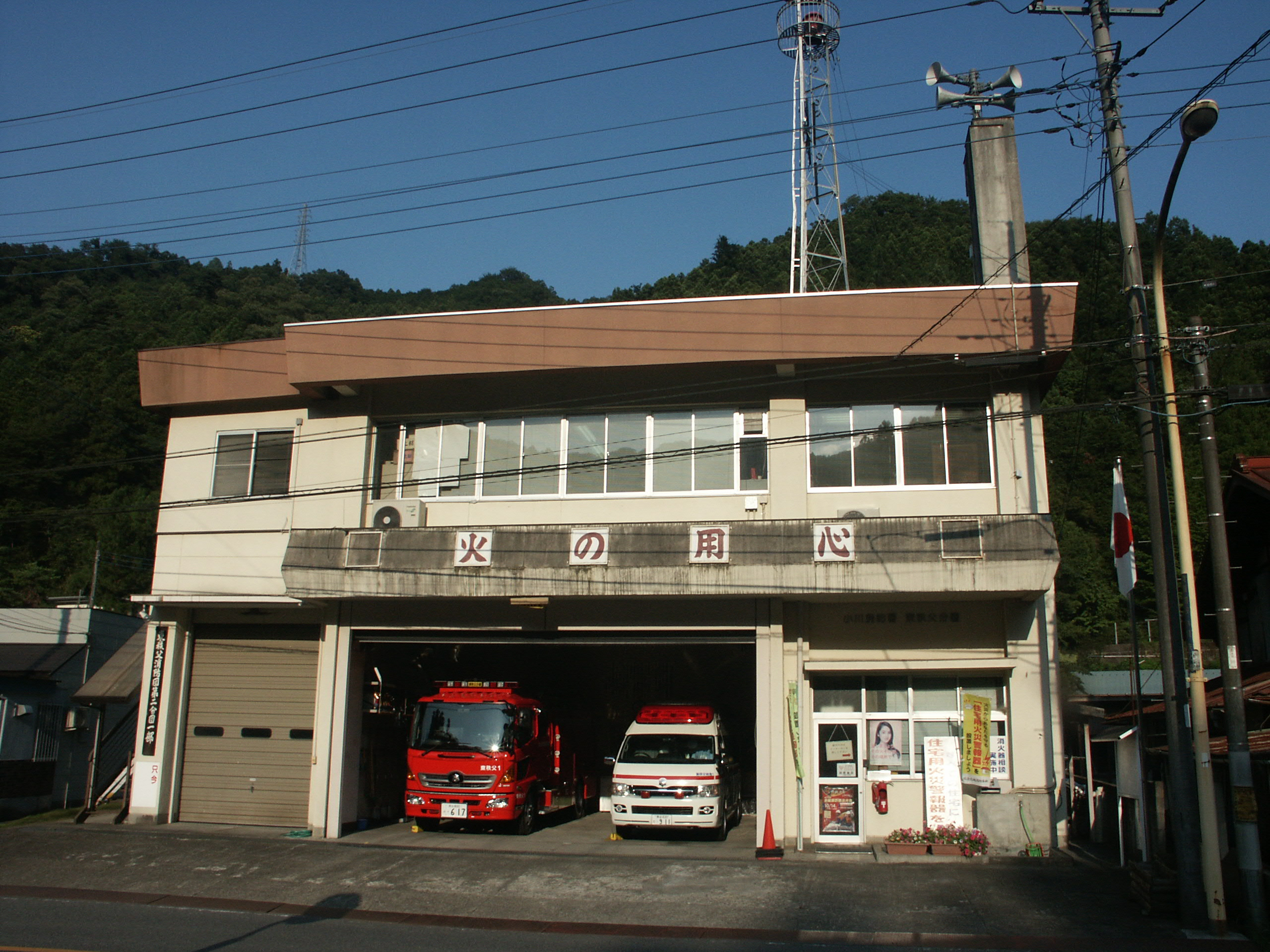
小川消防署東秩父分署

- 比企広域消防本部　小川消防署（小川町）
  - 東秩父分署
- 東秩父消防団

### 警察
- 小川警察署（小川町）
  - 槻川駐在所
  - 大河原駐在所

### 電話番号
市外局番は、大字坂本の一部を除く村内全域が「0493」で同一市外局番の地域との通話は市内通話料金で利用可能（東松山MA）。大字坂本の一部は「0494」で同一市外局番の地域との通話は市内通話料金で利用可能（秩父MA）。収容局は東秩父局、都幾川局（以上東松山MA）、埼玉三沢局（秩父MA）。

### 郵政
郵便番号は村内全域が「355-03xx」（小川郵便局が集配を担当）である。集配統合前は「355-06」（東秩父郵便局が担当）だった。
- 03057 東秩父郵便局
- 03176 槻川郵便局

## 経済

### 農業
農産物
- コンニャク芋
- 野菜
- 米
- 麦
- 茶葉
- 花卉（1966年（昭和41年）より栽培が開始される。）
- ミカン
- ブドウ
- リンゴ
- プラム
- しいたけ

農業系組合
- 埼玉中央農業協同組合

### 林業
- かつては炭焼きが行われ、1970年（昭和45年）頃までは木炭の産地であった。[4]
- 植林活動
- 杉・檜などの出荷

### 産業
工業
- 製紙業
- 金属加工業
- 自動車整備業
- 建具業
- 採石業（蛇紋岩、ケイ石、砂利など）
- 石材加工業
- 製材業
- 花火生産業
- 履物生産業
- 食品製造業

名産品
- 和紙生産（手すき和紙など）

### 商業
商店会
- 商栄会

商業系組合
- 東秩父村商工会

### 金融機関
- 埼玉中央農業協同組合（JA埼玉中央） - 東秩父支店
  - 指定金融機関は比企郡小川町にある埼玉りそな銀行小川支店。

## 交通
村内には、鉄道は通っていない。後述にある路線バスで小川町駅（東武東上線・JR八高線）か、寄居駅（東武東上線・秩父鉄道・JR八高線）に出る必要がある。

### 道路
高速道路
- 村内は通っていない。そのため、関越自動車道の嵐山小川インターチェンジ（嵐山町）が最寄りとなる。

県道
- 主要地方道
  - 埼玉県道11号熊谷小川秩父線
- 一般県道
  - 埼玉県道294号坂本寄居線
  - 埼玉県道361号三沢坂本線

その他主要道路
- 奈田良林道…定峰峠（埼玉県道11号線交点）と白石峠（埼玉県道172号線交点）を結んでいる。

道の駅
- 和紙の里ひがしちちぶ

### バス
東秩父村路線バス（イーグルバス委託運行）
- W01（元o01）：小川町駅 - 和紙の里 - 東秩父村役場入口 - 皆谷 - 白石車庫
- W02：小川町駅 - 和紙の里
- W03：寄居駅 - 鉢形城歴史館 - かやの湯 - 堂平 - 東秩父村役場入口 - 和紙の里
  - 2016年10月1日より、東秩父村営バス（寄居線）を引き継ぎ。

### タクシー
- タクシーの営業区域は県南西部交通圏。

## 名所・旧跡・観光
- 和紙の里
- 白石キャンプ村
- 世界一小さな釣り堀センター
- ヤマメの里親水公園
- 二本木峠のつつじ
- 花桃の郷
- 浄蓮寺
- 里神楽（神代里神楽）
- 城山跡